# Омотэнаси
Омотэнаси (яп. おもてなし) — японская философия гостеприимства и практика «душевного настроя» с целью предоставления «экстраординарного» сервиса. Омотэнаси опирается на комплекс традиций, присущих национальному характеру японцев. Значение (коннотацию) слова омотэнаси определяют иногда как «сердце японского гостеприимства» или переводят словосочетанием «сервисный настрой».
Понять смысл философии омотэнаси помогает то, что в японском языке нет различий между понятиями «гость» и «клиент».
Концепция омотэнаси чрезвычайно распространена в японской индустрии гостеприимства. Она буквально пронизывает индустрию туризма, японские отели и гостиницы, рестораны и музеи. В последние несколько лет принцип омотэнаси распространяется на самые различные виды деятельности (продажу автомобилей, обслуживание авиапассажиров, оформлении помещений метро, внедрении правил поведения пассажиров, привычек поведения в метро, в совершенствовании и тщательном содержании торговых автоматов, оборудование тротуаров и платформ для удобства слабовидящих и слепых, оборудование общественных туалетов и т. д.)

### Принципы омотэнаси
Важный принцип в японской философии гостеприимства — «клиент выше вас». Это не значит, что обслуживающие ниже или хуже клиента, через повышенное уважение клиенту транслируется возможность почувствовать свою значимость. Этот принцип исключает проявление какого-либо панибратства.
Ещё один принцип философии «японского гостеприимства» — «стандарты превыше всего», пришедший из философии буддизма «гармония во всем». Любая не стандартизированная процедура — вероятность провоцирования хаоса, что создаёт дисгармонию, приводящую к стрессу. Поэтому японцы очень много планируют и во всём соблюдают порядок. Планирование и стандарты нужны, чтобы уменьшить хаотичность. Порядок прагматичен с точки зрения гармонии. Процесс должен происходить в определённой последовательности, каждый знает эту последовательность и свою зону ответственности, что исключает непредсказуемость, и позволяет не переживать о несущественном, сосредотачиваясь на главном.
Для реализации философии «японского гостеприимства» также обязательно соблюдение «формального этикета». При любой встрече с клиентом обслуживающий подчёркнуто вежливо здоровается и делает поклон. Эти поклоны отточены и отрепетированы. Совершенство достигается ежедневными тренировками. Поклоны и сопутствующее приветствие японцы тренируют каждый день, начиная с детского сада, затем в школе и на работе. В магазинах, кафе, везде можно наблюдать поклоны, и стандартные фразы приветствия : «Здравствуйте! Добро пожаловать!», «До свидания! Приходите ещё!».
В Японии с большим трепетом относятся к каждому клиенту и часто говорят: «Дорожите каждой встречей, ведь она никогда не повторится, прислушивайтесь к партнерам и делайте всё возможное для того, чтобы каждый из них чувствовал себя по-настоящему счастливым».
Омотэнаси своего рода искусство упаковки, перенесённое на сервис. Одним из проявлений является использование осибори (влажных полотенец, подаваемых перед едой) в японских ресторанах.
В основе омотэнаси всегда лежит принцип кидзукай — принцип заботы и предупредительности к возможным пожеланиям клиента.
Одно из направлений омотэнаси — создание комфортной безбарьерной среды, чему в Японии уделяется особое внимание. Например, японские авиакомпании предлагают для инвалидов специальные кресла на борту. Благодаря кидзукай пассажир может также выбрать питание по своему усмотрению — европейскую, либо японскую кухню.